# Can Peixau
|  | Per a altres significats, vegeu «Can Peixau (Teià)». |

Can Peixau va ser un antic casal o torre senyorial de Badalona, situada dintre dels límits de l'antic veïnat o raval de Llefià, entre els actuals carrers de Font i Escolà, de Baldomer Solà, de Miquel Servet i de Galileu. Més tard fou reconvertida en una masia, que va passar per les mans de diverses famílies fins a les dels barons de Maldà i de Maldanell, que van començar a urbanitzar la finca a principis del segle xx, i finalment, fou enderrocada el 1957.

## Història
Es té constància que a sota hi havia una antiga vil·la romana, reconstruïda els segles I i II dC i, després, el segle iv. Durant l'alta edat mitjana va ser una senyoria feudal de gran importància, al costat d'altres com la Torre Vella, i era anomenada com a Torre de Badalona. Destacava per estar coronada per una torrassa rodona documentada fins a finals del segle xviii, i disposava de pagesos propis, ja que va tenir un petit nucli de població al costat, segons Font i Cussó format d'ençà de la conquesta de Barcelona per part dels francs, a més de tenir una capella dedicada a Sant Salvador, documentada des del 1125 o des del segle iv, segons Joan Rosàs, va ser possiblement un dels centres espirituals d'abast local més importants, juntament amb la parròquia de Santa Maria de Badalona. Probablement, també disposava d'una petita necròpolis, perquè durant les excavacions que fer Josep Maria Cuyàs el 1957 es van trobar una bona quantitat d'ossos humans. Segons mossèn Josep Mas, la darrera noticia era del segle xiv, però segurament la seva destrucció fou progressiva.
El 1312, la casa va ser comprada per Pere de Vilar, ciutadà honrat de Barcelona, i més tard va passar a mans de diverses famílies: els Aversó, els Pelegrí, els Vilafranca i els Albert. Els darrersla van vendre el 1565 al mercader Dalmau Ros, moment en què es declarà que l'heretat es trobava en estat de ruïna, i tot que no se'n saben les causes, se'n desprèn que el nucli habitat medieval havia desaparegut i que la casa havia quedat com un mas de dimensions imponents a la ruralia de Badalona. La seva filla Dorotea es va casar amb el mercader Onofre de Peixau, que li va donar l'actual nom. L'hereu Agustí de Peixau i Ros, ciutadà honrat de Barcelona, es va casar amb Albina de Planella i Tord, i la seva filla Maria de Peixau i de Planella, senyora de la Morana, es va casar amb Francesc de Santjust, òlim de Pagès i Vallgornera).
El 1671, l'hereu Josep de Santjust i Vallgornera (òlim de Pagès i Pexau), senyor d'Albons, es va casar amb Maria de Planella i Xammar. La seva filla Teresa de Santjust i de Planella, senyora d'Albons, es va casar amb Josep de Cortada i Bru, senyor de Maldà i Maldanell i agutzir major de Catalunya. La seva filla Teresa de Cortada i de Santjust es va casar amb Gaietà Antoni d'Amat i de Junyent, coronel de dragons d'infanteria, i l'hereu fou Rafael d'Amat i de Cortada, que el 1766 va rebre el títol de baró de Maldà i Maldanell de mans de Carles III. En la seva coneguda obra Calaix de sastre relata les seves estades a Can Peixau, amb tot de descripcions del casal, però també de les seves vivències a Badalona.
A finals de la dècada de 1910, Maria Dolors de Càrcer i de Ros, marquesa de Castellvell i de Castellmeià i baronessa de Maldà i de Maldanell, va emprendre la urbanització de la finca. Finalment, Can Peixau va ser enderrocada el 1957 per a construir-hi naus industrials, en un moment del franquisme en què no va haver-hi protestes. Segons es diu, mentre els obrers anaven enderrocant els murs, apareixien fragments gòtics procedents de la primera etapa constructiva de la casa.

### Excavacions arqueològiques
El 1929 es va fer una primera excavació per part de l'historiador local Joaquim Font i Cussó, on es va trobar una estela funerària ibèrica datada entre el 150 i el 75 aC, actualment exposada al Museu de Badalona. Del període romà es van trobar, entre d'altres, una escultura togada d'un monument funerari de finals del segle i aC, un fragment de sarcòfag decorat del segle IV dC i un mosaic. Abans del seu enderrocament es va fer una nova excavació, aquesta vegada per part de Josep Maria Cuyàs i Tolosa, i a les restes de la capella hi van trobar capitells d'estils diversos, una pica baptismal, a més de documentar la presència d'ossos i de sitges.